# Elegiac Trio
L'Elegiac Trio est une œuvre de musique de chambre en un mouvement du compositeur britannique Arnold Bax, écrite en 1916.

## Contexte
Après ses études à la Royal Academy of Music, Arnold Bax voyage beaucoup, et se rend fréquemment en Irlande. À Dublin, il évolue dans les cercles littéraires et nationalistes et compte parmi ses amis le poète et écrivain Padraic Colum, fondateur de l'Irish Review, et Padraig Pearse, champion de la langue irlandaise exécuté après l'insurrection de Pâques en 1916. Ce mouvement de révolte a marqué la vie de Bax, le confrontant à une réalité plus dure qu'il ne le croyait. Arnold Bax compose son trio pour flûte, alto et harpe peu après l'insurrection de Pâques. L'œuvre célèbre un monde perdu, notamment par la présence de la harpe, symbole de l'Irlande. Arnold Bax a écrit pour la même combinaison que la Sonate pour flûte, alto et harpe de Claude Debussy, et à peu près à la même époque. La première exécution a eu lieu à l'Aeolian Hall de Londres le 26 mars 1917, avec le flûtiste Albert Fransella, le compositeur Waldo Warner à l'alto et la harpiste Miriam Timothy. La sonate de Claude Debussy a été écrite six mois avant la partition d'Arnold Bax, mais il est difficile de comprendre comment le compositeur britannique a pu être influencé par elle, malgré les similitudes. En effet, la sonate du compositeur français a été entendue pour la première fois six mois après qu'Arnold Bax a achevé sa partition et n'a été jouée en public à Londres que six semaines avant la première représentation du trio de du compositeur britannique, avec les mêmes interprètes.

## Analyse
Pour une pièce commémorative écrite si peu de temps après l'événement de Pâques, Arnold Bax ne se laisse pas aller à l'histrionisme, il ne s'emporte pas, et si la musique est imprégnée de la réaction stupéfaite de Bax aux nouvelles d'Irlande, il ne nous donne aucun indice sur son imagerie non musicale, pas même une dédicace. Ses premiers auditeurs l'ont probablement associée à la guerre, en France, et Arnold Bax n'a certainement pas fait mention de l'Irlande. Pourtant, ici, il rêve d'un passé lointain et présente une chanson de barde.